# Wojciech Zyska
Wojciech Zyska (ur. 8 stycznia 1994 w Sztumie) – polski piłkarz grający na pozycji pomocnika. Dotychczas rozegrał 16 spotkań w Ekstraklasie.